# Берегометська сільська рада
Берегоме́тська сільська́ ра́да — адміністративно-територіальна одиниця та орган місцевого самоврядування в Кіцманському районі Чернівецької області. Адміністративний центр — село Берегомет.

## Загальні відомості
- Населення ради: 2 044 особи (станом на 2001 рік)

## Населені пункти
Сільській раді були підпорядковані населені пункти:
- с. Берегомет
- с. Клокічка
- с. Реваківці

## Склад ради
Рада складалася з 20 депутатів та голови.
- Голова ради: Храпко Григорій Васильович
- Секретар ради: Сідор Одарка Василівна

### Керівний склад попередніх скликань
| Прізвище, ім'я, по батькові | Основні відомості                                                                          | Дата обрання | Дата звільнення |
| --------------------------- | ------------------------------------------------------------------------------------------ | ------------ | --------------- |
| Храпко Григорій Васильович  | Сільський голова, 1960 року народження, освіта вища                                        | 26.03.2006   | 31.10.2010      |
| Храпко Григорій Васильович  | Сільський голова, 1960 року народження, освіта вища, член політичної партії «Наша Україна» | 31.10.2010   |                 |

Примітка: таблиця складена за даними сайту Верховної Ради України

### Депутати
За результатами місцевих виборів 2010 року депутатами ради стали:

#### За суб'єктами висування
| Суб'єкт висування | Кількість обраних депутатів | %   |
| ----------------- | --------------------------- | --- |
| Самовисування     | 20                          | 100 |

#### За округами
| № округу | Прізвище, ім'я, по батькові    | Дата визнання обраним | Освіта             | Партійна приналежність                | Відомості про обраного депутата                                                                                        |
| -------- | ------------------------------ | --------------------- | ------------------ | ------------------------------------- | --- |
| 1        | Шершень Наталія Миколаївна     | 01.11.2010            | середня спеціальна | позапартійна                          | Берегометська сільська рада, землевпорядник                                                                            |
| 2        | Вакарюк Петро Степанович       | 01.11.2010            | вища               | позапартійний                         | ТОВ «Берокол», агроном                                                                                                 |
| 3        | Дронь Марія Василівна          | 01.11.2010            | середня спеціальна | позапартійна                          | Берегометська сільська рада, рахівник                                                                                  |
| 4        | Сідор Одарка Василівна         | 01.11.2010            | середня спеціальна | позапартійна                          | Берегометська сільська рада, секретар                                                                                  |
| 5        | Олійник Микола Іванович        | 01.11.2010            | вища               | член Політичної партії «Наша Україна» | ТОВ «Берокол», директор                                                                                                |
| 6        | Серна Іван Васильович          | 01.11.2010            | вища               | позапартійний                         | ППВТКФ «Золотий колосок», майстер                                                                                      |
| 7        | Рошко Зірка Дмитрівна          | 01.11.2010            | вища               | позапартійна                          | Реваківська загальноосвітній навчвльний заклад, директор                                                               |
| 8        | Захарюк Іван Євгенович         | 01.11.2010            | середня спеціальна | член Політичної партії «Наша Україна» | приватне підприємство, директор                                                                                        |
| 9        | Николайчук Ярослав Миколайович | 01.11.2010            | вища               | член Політичної партії «Наша Україна» | ресторан «Затишок», приватний підприємець                                                                              |
| 10       | Заремський Максим Валентинович | 01.11.2010            | незакінчена вища   | позапартійний                         | Буковинський університет, студент юридичного факультету                                                                |
| 11       | Мажар Василь Миколайович       | 01.11.2010            | середня спеціальна | позапартійний                         | тимчасово не працює |
| 12       | Лукіян Іван Васильович         | 01.11.2010            | вища               | член Політичної партії «Наша Україна» | ресторан «Затишок», приватний підприємець                                                                              |
| 13       | Харинович Діана Октавіанівна   | 01.11.2010            | вища               | член Партії регіонів                  | Чернівецький торговельно-економічний інститут Київського національного торговельно-економічного університету, викладач |
| 14       | Гайванюк Дмитро Дмитрович      | 01.11.2010            | середня спеціальна | позапартійний                         | приватний підприємець с. Дубівці                                                                                       |
| 15       | Лукаш Михайло Дмитрович        | 01.11.2010            | середня спеціальна | член Партії регіонів                  | с. Неполоківці, НПС |
| 16       | Бойда Володимир Ярославович    | 01.11.2010            | середня спеціальна | позапартійний                         | м. Чернівці, механік по випуску                                                                                        |
| 17       | Піць Євген Миколайович         | 01.11.2010            | середня спеціальна | позапартійний                         | тимчасово не працює |
| 18       | Погрібний Микола Васильович    | 01.11.2010            | середня            | позапартійний                         | тимчасово не працює |
| 19       | Піць Оксана Григорівна         | 01.11.2010            | вища               | позапартійна                          | тимчасово не працює |
| 20       | Андрійчук Сергій Васильович    | 01.11.2010            | вища               | позапартійний                         | м. Кіцмань, інспектор                                                                                                  |